# تشاك برنارد
تشاك برنارد (بالإنجليزية: Chuck Bernard)‏ هو لاعب كرة قدم أمريكية أمريكي، ولد في 29 أغسطس 1911 في شيكاغو في الولايات المتحدة، وتوفي في 1 مارس 1962 في ديترويت في الولايات المتحدة.

## وصلات خارجية
- تشاك برنارد على موقع مرجع كرة القدم المحترفة.كوم (الإنجليزية)